# Roberto Lombardi
Roberto Lombardi (Alessandria, 2 ottobre 1950 – Milano, 18 marzo 2010) è stato un giornalista, tennista, dirigente sportivo e telecronista italiano.

## Biografia

### Carriera sportiva
Cominciò a giocare a tennis fin da piccolo: fu uno degli allievi di Giuseppe Cornara, allenatore che aveva collaborato anche con Gianni Rivera e Corrado Barazzutti. Da juniores partecipò spesso a tornei di doppio insieme ad Ubaldo Scanagatta, con cui batté il doppio formato da Adriano Panatta e Roberto Matteoli, allora numeri uno d'Italia di categoria, e partecipò anche al Trofeo Bonfiglio, perdendo dalla coppia Pisecki-Hutka. Una volta lasciata la categoria juniores non raggiunse mai grandi vertici, ma arrivò comunque ad essere per un periodo di tempo il settimo giocatore italiano nel ranking mondiale perdendo tra l'altro una finale dei Campionati italiani contro Barazzutti nel 1976, anno in cui toccò la 226ª posizione del ranking ATP e raggiunse la finale a San Benedetto del Tronto e gli ottavi a Firenze. L'anno seguente venne sconfitto in finale anche a Casale e Verona. Complessivamente partecipò per cinque volte agli Internazionali d'Italia (nel 1968 e poi dal 1975 al 1978).

### Dopo il ritiro
Nel 1987 nelle vesti di tecnico portò Diego Nargiso alla vittoria del torneo juniores di Wimbledon; collaborò poi con il Centro Tecnico Federale di Riano dove seguì anche Paolo Canè e Stefano Pescosolido.
Nel 1981 Rino Tommasi assunse la direzione dei servizi sportivi di Canale 5 e Lombardi entrò a far parte della redazione che si occupava dei servizi tennistici insieme a Gianni Clerici ed Ubaldo Scanagatta. Nel 1988, in seguito all'acquisizione dei diritti da parte di Mediaset per il torneo di Wimbledon, cominciò anche la carriera di telecronista sportivo. Nel 1991, sempre su invito di Tommasi, passò a Tele+ e successivamente a Sky.
Inoltre scrisse per il Corriere della Sera e La Stampa.
Nel 2001 tornò anche a collaborare con la F.I.T. dirigendo la Scuola Nazionale Maestri (che dopo la sua morte prenderà il suo nome) e conducendo un programma sul canale satellitare SuperTennis.
Negli ultimi anni, pur costretto sulla sedia a rotelle e con una maschera d'ossigeno dalla sclerosi laterale amiotrofica, non smetterà mai di cimentarsi nelle telecronache, fino alla morte avvenuta il 18 marzo 2010 all'Ospedale Niguarda di Milano.